# Řád Olgy
Řád Olgy (německy Olga-Orden) byl württemberský řád. Založil ho roku 1871 württemberský král Karel I. jako záslužný řád, udělovaný za charitativní činnost. Měl pouze jedinou třídu a mohl být udělen jak mužům, tak ženám. Nazván byl na počest Karlovy manželky Olgy. Zanikl s pádem monarchie ve Württembersku v roce 1918.

## Vzhled řádu
Odznakem je stříbrný jetelový kříž, na němž leží menší, červený kříž (tzv. ženevský). V kulatém středu jsou propletené zlaté iniciály krále a královny K a O. Na zadní straně jsou pak pod sebou letopočty 1870 a 1871.

## Třídy a způsoby nošení
Řád Olgy se uděloval jenom v jedné třídě. Pro muže byl odznak zavěšen na stuze na prsou. U žen potom odznak visel na stuhové mašli.